# Terragni (famiglia)
I Terragni sono una famiglia nobile  del milanese, di origine spagnola, tuttora presente nel territorio lombardo. Nei secoli  i suoi membri sono stati attivi nel campo politico, militare e imprenditoriale.

## Origine del cognome
La cognomizzazione di tale famiglia in Italia è verificata a partire dal XVI secolo. Circa l'origine di tale cognome vi sono due teorie contrastanti. La prima sostiene che Terragni derivi dal latino Terră-Agnis, letteralmente "Terra dell'Agnello". La seconda invece afferma che derivi dal termine arcaico Terraneo (in latino "Terraneus") con cui ci si riferiva alle case di campagna con un solo piano, quindi a terra. Questo termine è stato impiegato anche da Dante nel XXIII canto dell'Inferno: 
A volger ruota di molin terragno[...]»
(Dante Alighieri)

## Storia
Secondo la tradizione la famiglia Terragni giunse in Italia dalla Spagna nel '500 a seguito delle conquiste del regno spagnolo nel nord Italia. Sin dal loro arrivo si imparentarono con famiglie della nobiltà italiana come con la famiglia dei conti Gaioli, proprietari del Castello di Molare, con i marchesi Moriggia, con la famiglia Gavazzi e la famiglia 
Strada di Incirano.

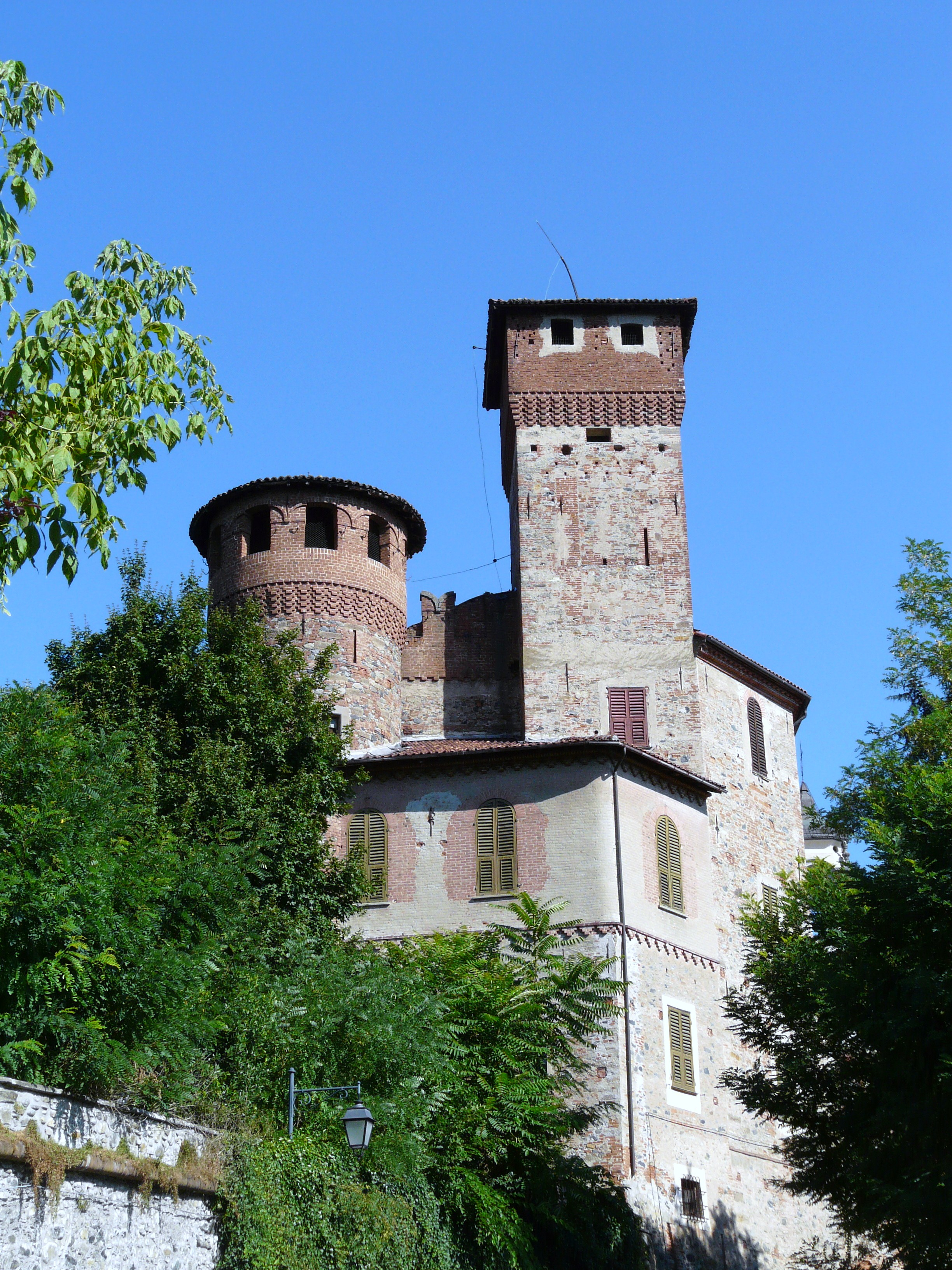
Castello dei conti Gaioli-Terragni

In questo periodo storico la figura più importante della famiglia è Giambattista Terragni di Saronno. Egli fu, secondo la tradizione meneghina, miracolato dalla madonna di Saronno che lo salvò nella chiesa della Beata Vergine dei Miracoli a seguito di una pugnalata mortale. Durante il '700 invece una figura importante fu lo storico torinese Giangiacomo Terragni (1714-1781).

### Il Novecento
Durante il '900 la storia della famiglia Terragni fu caratterizzata principalmente da due rami, quello di Como (originario di Meda) e quello di Paderno Dugnano. Dal primo ramo, con capostipite l'ing. Michele, nacquero Giuseppe Terragni celeberrimo architetto, Giuseppe Terragni senatore e sindaco di Como, Attilio Terragni senatore e podestà di Como. Dal ramo di Paderno Dugnano invece, con capostipite Ercole Terragni, nacquero Dino Terragni, fondatore di Covema e di tutte le altre società ad essa collegate, Marco Terragni, Natale e Luigia Terragni.

## Albero genealogico

### Ramo di Meda
|                                              |                                              |                             |                                    |                      |                      |                             |                     |
|                                              |                                              |                             | Cav.Michele Terragni capostipite = |                      |                      |                             |                     |
|                                              |                                              |                             |                                    |                      |                      |                             |                     |
|                                              |                                              |                             |                                    |                      |                      |                             |                     |
| Attilio Terragni 1896-1958 sp.Maria Cattaneo | Attilio Terragni 1896-1958 sp.Maria Cattaneo | Giuseppe Terragni 1904-1943 | Giuseppe Terragni 1904-1943        | Alberto Terragni ?-? | Alberto Terragni ?-? | Silvio Terragni ?-?         | Silvio Terragni ?-? |
|                                              |                                              |                             |                                    |                      |                      |                             |                     |
|                                              |                                              |                             |                                    |                      |                      |                             |                     |
|                                              |                                              |                             |                                    |                      |                      | Giuseppe Terragni 1902-1963 |                     |

### Ramo di Casale Monferrato
Il ramo piemontese di riconosciuta nobiltà a partire dal XVI secolo, è ascritto al Libro d'oro della nobiltà.
|                                                                |                                                                |                                                         |                                                       |                                                       |                                                      |                                                      |                                        |                                        |
|                                                                |                                                                |                                                         |                                                       | Manfredo Terragni capostipite =                       |                                                      |                                                      |                                        |                                        |
|                                                                |                                                                |                                                         |                                                       |                                                       |                                                      |                                                      |                                        |                                        |
|                                                                |                                                                |                                                         |                                                       |                                                       |                                                      |                                                      |                                        |                                        |
|                                                                | Vittorio Emanuele Terragni 1896-1958 sp. Clelia Gnecchi        | Vittorio Emanuele Terragni 1896-1958 sp. Clelia Gnecchi | Maria Teresa Terragni 1896-1943 sp. Giuseppe Caniglia | Maria Teresa Terragni 1896-1943 sp. Giuseppe Caniglia | Mario Francesco Terragni 1898-1967 sp. Maria Boselli | Mario Francesco Terragni 1898-1967 sp. Maria Boselli | Ada Terragni 1902-? sp. Felice Gavazzi | Ada Terragni 1902-? sp. Felice Gavazzi |
|                                                                |                                                                |                                                         |                                                       |                                                       |                                                      |                                                      |                                        |                                        |
|                                                                |                                                                |                                                         |                                                       |                                                       |                                                      |                                                      |                                        |                                        |
| Daniela Terragni 1942-? sp. Gian Luca Salina Amorini Bolognini | Daniela Terragni 1942-? sp. Gian Luca Salina Amorini Bolognini | Diana Terragni 1947-?                                   | Diana Terragni 1947-?                                 |                                                       |                                                      |                                                      |                                        |                                        |

## Membri illustri
- Attilio Terragni, membro del partito nazionale fascista, fu podestà di Como e senatore;
- Dino Terragni, imprenditore, fondò Covema, azienda specializzata nella progettazione di macchinari per la produzione della plastica, diventò alla fine del 1979 una delle aziende più grandi al mondo del settore;
- Giuseppe Terragni, architetto, massimo esponente del razionalismo italiano;
- Giuseppe Terragni, senatore e sindaco della città di Como;
- Luigia Terragni fondò insieme al fratello Marco il gruppo Italproducts;
- Marco Terragni, imprenditore, inizialmente responsabile commerciale della Covema per l'America, ne fu anche amministratore delegato e presidente. Fondò insieme al fratello Dino il gruppo Covema e in seguito nel 1981 il gruppo Italproducts;
- Marina Terragni, femminista;
- Natale Terragni, imprenditore, fondò insieme al fratello Marco la Floraplant;
- Vittorio Emanuele Terragni, generale italiano.